# 旭堂南之助
旭堂 南之助（きょくどう なんのすけ、1982年1月28日 - ）は、日本の講談師。上方講談協会名古屋支部所属。旭堂南左衛門門下。本名∶山本 義尚。
2016年5月、旭堂南左衛門に入門。左助を名乗る。2019年12月、「南之助」に改名。
趣味はコンピュータプログラミング。